# آرثر جاي كاروث جونيور
آرثر جاي كاروث جونيور (بالإنجليزية: Arthur J. Carruth, Jr)‏ هو صحفي أمريكي، ولد في 26 يوليو 1887، وتوفي في 29 سبتمبر 1962.
ترعرع  كاروث في عائلة صحفية بنيويورك، وقد قدم رفقتهم إلى كنساس سنة 1900، التحق بجامعة واشبورن حيث كان محرر الجريدة و الكتاب السنوي، و بعد تخرجه أضحى مراسلا بجريدة Topeka state.